# Київська телевежа (Хрещатик)
Ки́ївська телеве́жа на Хрещатику — 180-метрова (за іншими даними 192-метрова) металева тригранна пірамідальна телевежа збудована після війни на пагорбі поблизу телерадіобудинку (вул. Хрещатик, 26), на вулиці Мало-Підвальній (нині Бориса Грінченка).

## Історія
У другій половині 1940-х років владою Української РСР було ухвалено рішення відкрити перший у Києві телевізійний центр, який повинен був транслювати телепередачі з високою чіткістю зображення. Планували його розташування в центрі міста Київ. Єдина будівля, яка не дуже була зруйнована та підходила в той час для телевізійного центру була за адресою  вул. Хрещатик, 26. За нею на пагорбі, який був залишками древнього Ярославового Валу, було побудовано щоглу.  Її було добре видно з різних частин центру міста. Вона стала однією з визначних пам'яток Києва. У газетних публікаціях того часу незмінно підкреслювалося, що висота вежі вдвічі більша від знаменитої лаврської дзвіниці.
Телевежа передавала одну програму чорно-білого мовлення, передачі виходили в ефір лише у вечірній час. З 1959 року  телестанція почала денне мовлення, спочатку по дві години двічі на тиждень, але потім обсяги стали поступово збільшуватися. Весною 1954 року київський телецентр отримав пересувні телевізійні станції, які дозволили вести трансляцію з вулиць, футбольного стадіону, або концертно-театральні заходи. Перша така трансляція проводилась із приміщення Театру опери та балету. 
З 1962 році на телевежу встановили додаткову антену, що дозволило передавати дві програми.
З 1969 року в Києві почали транслюватися кольорові телепередачі. Зона впевненого прийому сягала 60-70 кілометрів.
Після введення в 1973 році в експлуатацію нової 380-метрової телевежі, телещогла на Хрещатику втратила значення і була розібрана.